# 邓保生
邓保生（1964年10月—），中华人民共和国政治人物，江西宁都人，中共党员。早年在江西省税务部门工作，2011年外放地方后，先后主政景德镇、宜春二市，直到2017年回到省府南昌任职。

## 生平
邓保生自1984年参加工作後，长期在江西省税务局任职，先后担任该局人事监察处科员、副主任科员，人事教育处综合组组长，人事处综合组组长、主任科员，人事教育处副处长、处长等职。2000年出任江西省地方税务局党组成员、副局长，后于2008年升任江西省地税局局长。
2011年8月，邓保生外放地方，接替赴南昌任职的许爱民担任中共景德镇市委书记。2013年9月，转任中共宜春市委书记，以接替已升任江西省人大常委会副主任的谢亦森。2017年7月，调离宜春，回到南昌出任中共江西省委台湾工作办公室（省政府台湾事务办公室）主任。2023年，他退居二线，获任命为江西省第十四届人大农业和农村委员会副主任委员，并任职至今。
邓保生也是江西财经大学客座教授，其對财政税收多有研究，并出版了《税收遵从行为与纳税服务关系研究》、《现行中央税与地方税》、《环境税开征立法问题研究》等学术书籍。

## 延伸阅读
- 邓保生. . 北京市: 中国稅务出版社. 2014. ISBN 9787567800458. OCLC 907429333.